# سطح المكتب (حوسبة)

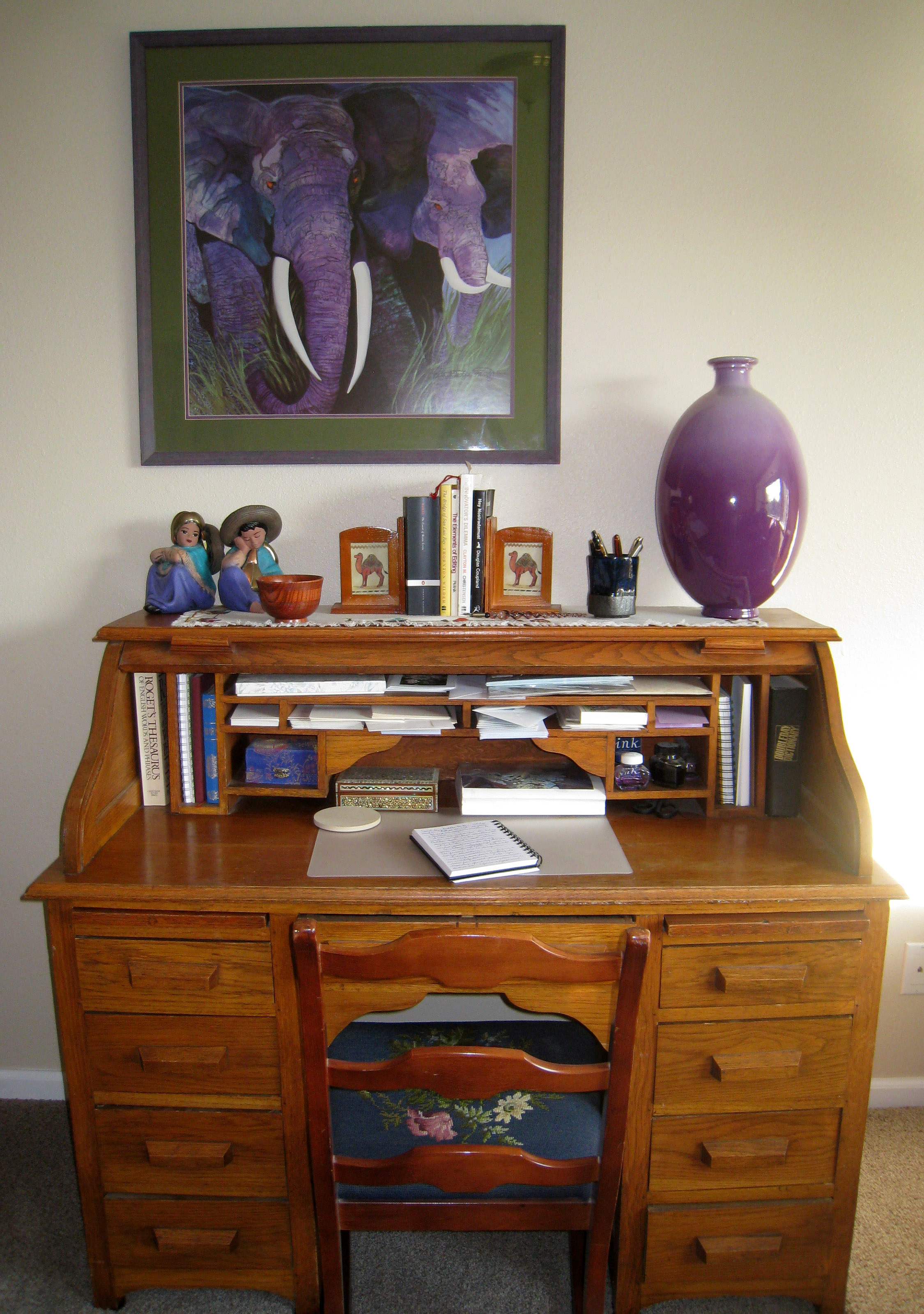
سطح المكتب في الحوسبة هو مجرّد لفظ مجازي للمكتب الحقيقي، حيث يحوي على أدوات وتطبيقات ومستندات لسهولة وصول المستخدم إليها.

سطح المكتب في الحوسبة (بالإنجليزية: Desktop)‏ هو واجهة مجازية عبارة عن مجموعة من المفاهيم القياسية الموحّدة تُستخدم في واجهة المستخدم الرسومية لمساعدة المستخدمين على التفاعل بشكل أسهل مع الكمبيوترات. المكوّن الأساسيّ لسطح مكتب الحاسبات هي شاشة العرض، حيث أنّها تُظهر مكوناته وكأنّه مكتب مادّي، ويمكن وضع كائنات عليه مثل المستندات والمجلدات. يمكن فتح المستندات من خلال النوافذ التي تثمثّل نُسخة ورقيّة من الملفّات الحقيقية. كما يحوي سطح المكتب على أدوات إضافيّة -مثل المكتب الفيزيائي- مثل الحاسبة والتقويم والمفكرة ... إلخ.
وقد مُددت مجازية سطح المكتب وأُضيفت لها تطبيقات كثيرة وبيئات مختلفة وذلك لسهولة الوصول للتطبيقات والأدوات الأخرى، فيمكن أن نجد سلّة مهملات وأقراص التخزين وإعدادات الشبكة. كما أن هناك ميّزات أخرى لا تتوفّر في المكتب الحقيقي مثل شريط المهام والقوائم.

## التاريخ
تم تقديم مجازية سطح المكتب لأول مرة من قبل آلان كاي في زيروكس بارك في عام 1970، ووضعت في سلسلة من التطبيقات البرمجية المبتكرة التي طورها علماء بارك خلال العقد الذي أعقب ذلك. وأوّل جهاز حاسب استخدم نسخة مُبكّرة من مفهوم سطح المكتب كان زيروكس ألتو الذي صدر في 1973. وأول نظام حاسوبي تجاري تم بيعه بهذا المفهوم هو زيروكس ستار صدر في 1981.
أحد الأجهزة البدائية التي احتوت على مفهوم مُشابه لمفهوم سطح المكتب هو كومودور 64 المنزلي الصادر في 1983، حيث قدّم واجهة رسومية بداية جداً مع دقة منخفضة. وكان المستخدمون قادرون على التحكم فيها من خلال عصا التحكم التي تُستخدم كانت لألعاب الفيديو أيضاً.وأوّل كمبيوتر استخدمَ واجهة سطح المكتب بشكل أساسي، مُستغنياً بذلك عن سطر الأوامر، أبل ماكنتوش في 1984. أصبحت واجهة سطح المكتب في أغلب الأنظمة في العصر الحديث، حيث توجد في معظم البيئات من الأنظمة الحديثة مثل مايكروسوفت ويندوز وماك أوس ولينكس يونكس.